# Аринсаль
Аринсаль (кат. Arinsal) — деревня в Андорре, на территории общины Ла-Масана. Расположена на западе страны, в долине реки Аринсаль, на высоте 1467 м над уровнем моря. Является горнолыжным курортом.
Население деревни по данным на 2014 год составляет 1589 человек.
Динамика численности населения:
| 2007 | 2008 | 2009 | 2010 | 2011 | 2012 | 2013 | 2014 |
| ---- | ---- | ---- | ---- | ---- | ---- | ---- | ---- |
| 1562 | 1610 | 1623 | 1655 | 1555 | 1590 | 1621 | 1589 |